# Дан када је Ева нестала
Дан када је Ева нестала (пољ. Dzień, w którym Eva zniknęła) је роман пољског књижевника Ремигијуша Мруза (пољ. Remigiusz Mróz). Српско издање је објавила издавачка кућа Вулкан из Београда 2020. године.

## О аутору
Ремигијуш Мруз је пољски писац, аутор крими романа и новинарске серије Курс писања (пољ. Kurs pisania). Рођен је 15. јануара 1987. године у Ополу. Дипломирао је на Универзитету Козмински у Варшави, где је и докторирао право. Аутор је 28 романа и неколико кратких прича објављених у антологијама. Добитник је награде читалаца „Велики калибар” 2016. године за роман Касација (пољ. Kasacja). Године 2017. је открио свој идентитет, до тада познат под псеудонимом пољ. Ove Løgmansbø, као аутор наредна три романа. Његова дела су номинована за књиге године на сајту пољ. Lubimyczytać у категоријама крими фантастике, сензације и трилера. На основу његових романа су снимљене серије.

## О књизи
Књига Дан када је Ева нестала прати Дамјана Вернера коме је пре десет година нестала вереница Ева, верује да је више никада неће видети. Једног дана, међутим, сасвим неочекивано наилази на траг ове изгубљене девојке. У почетку мисли да је у питању случајност, да девојка са слике само необично подсећа на Еву, али након неког времена се појављује још једна фотографија, она коју је сам снимио само неколико дана пре њеног нестанка и коју никада никоме није показао. Пита се где је нестала и зашто се све ово дешава након десет година, док тражи одговоре на сва ова питања, Дамјан почиње да открива да можда ипак није све знао о њој.